# Мемлебен
Мемлебен (на немски: Memleben) е от 1 юли 2009 г. част от община Кайзерпфалц в Саксония-Анхалт, Германия с площ от 16,76 km² и 690 жители (към 31 декември 2007).
Намира се на река Унструт. До селището се намира манастир Мемлебен.
В Мемлебен умират през 936 г. източнофранкския крал Хайнрих I Птицелов и през 973 г. син му Ото Велики.